# Chrysops mutatus
Chrysops mutatus är en tvåvingeart som beskrevs av Pechuman 1939. Chrysops mutatus ingår i släktet Chrysops och familjen bromsar. Inga underarter finns listade i Catalogue of Life.